# Valea Măcrișului
Valea Măcrișului è un comune della Romania di 1 897 abitanti, ubicato nel distretto di Ialomița, nella regione storica della Muntenia.
Il comune è formato dall'unione di 2 villaggi: Grindași e Valea Măcrișului.